# Parvicardium scriptum
Parvicardium scriptum is een tweekleppigensoort uit de familie van de Cardiidae. De wetenschappelijke naam van de soort is voor het eerst geldig gepubliceerd in 1892 door Bucquoy, Dautzenberg & Dollfus.